# Plainfield (Ohio)
Pour les articles homonymes, voir Plainfield.
Plainfield est un village américain situé dans le comté de Coshocton, dans l'Ohio. Selon le recensement de 2010, sa population est de 157 habitants.